# Otto Tomek
Otto Tomek (* 10. Februar 1928 in Wien; † 18. Februar 2013 in Schwetzingen) war ein österreichischer Musikpublizist und Rundfunkredakteur.

## Leben
Otto Tomek studierte Musikwissenschaft in Wien – wo er 1953 mit der Arbeit Das Strukturphänomen des verkappten Satzes a tre in der Musik des 16. und 17. Jahrhunderts  promoviert wurde – und arbeitete anschließend (1953–1957) als Lektor bei dem Musikverlag Universal Edition in Wien.
1957 wurde er Redakteur für Neue Musik im Westdeutschen Rundfunk (WDR), später Leiter der Redaktionsgruppe Neue Musik, eine Position, die er bis 1971 innehatte. 1963 übernahm er noch die redaktionelle Leitung des Studios für elektronische Musik. In dieser Zeit wurden eine Reihe aufsehenerregender Produktionen von ihm initiiert und durchgeführt. In der (bis heute bestehenden) Konzertreihe Musik der Zeit wurden bedeutende Werke aus der Taufe gehoben, zum Beispiel:
- Karlheinz Stockhausen, Gruppen für drei Orchester (1958)
- John Cage, Concerto for Piano and Orchestra (Europäische Erstaufführung 1958)
- György Ligeti, Apparitions für Orchester (1959)
- Krzysztof Penderecki, Lukas-Passion (1966)
- Bernd Alois Zimmermann, Requiem für einen jungen Dichter (1969)

Dass Tomek bei der Überwindung aller denkbaren Schwierigkeiten auch vor Interventionen nicht zurückschreckte, zeigt sein Bericht, wie er dem notorisch spät liefernden Penderecki die Partitur zur Lukas-Passion höchstpersönlich abknöpfte:
„Kurz vor Weihnachten kamen ein paar Blätter, aus denen sich aber nichts ersehen ließ. Dann wieder Schweigen. Nichts. Damals konnte man nicht einfach so nach Polen telefonieren, man musste einen Tag auf einen Anschluss warten. Ich habe Penderecki fast täglich ein Telegramm geschickt: ‚Wo bleibt es, was ist los?‘ Weiterhin keine Antwort. […] Ich kam mitten im Winter in Krakau an, im tiefen Schnee. Penderecki stand am Rollfeld, begrüßte mich und sagte: ‚Warum regst Du Dich so auf?‘ ‚Na, Du hast Nerven!‘ Die Partitur war bis auf ein paar Stellen fertig. […] Mit der Partitur unterm Arm bin ich heimgeflogen. Beim Zoll wurde ich gefragt: ‚Was ist das?‘ ‚Musik.‘ ‚Ach so…‘ Das Schönste war: Im Sopransolo fehlten noch acht Takte. Die hat Penderecki der Solistin dann per Postkarte zugeschickt.“
1971 wechselte Otto Tomek als Hauptabteilungsleiter Musik zum damaligen Südwestfunk (SWF, heute SWR), wo er unter anderem als Leiter der Donaueschinger Musiktage (1971–1974) das Programm gestaltete und 1971 das Experimentalstudio des SWR für akustische Kunst in Freiburg im Breisgau gründete.
1977 wurde er Hauptabteilungsleiter Musik beim damaligen Süddeutschen Rundfunk (SDR, heute SWR) in Stuttgart. Von 1977 bis 1989 war Tomek künstlerischer Leiter der Schwetzinger Festspiele.
Er war unter anderem Herausgeber des Sammelbandes Igor Strawinsky (Köln: WDR 1963), herausgebender Redakteur der Neuen Zeitschrift für Musik (1967–1978), sowie von Teilton – Schriftenreihe der Heinrich-Strobel-Stiftung des Südwestfunks (1978–1989; 6 Bände).
1990 war er an der Gründung des Instituts LernRadio an der Karlsruher Musikhochschule beteiligt, das der Ausbildung von Radiojournalisten im Bereich der Musik dienen soll.

## Aufsätze/Artikel
- Unentbehrlich für das Profil unserer Zeit. Zum Epitaph für Karl Amadeus Hartmann, in: Neue Zeitschrift für Musik 1967, S. 34–35
- Lösungen für unsere Zeit finden. Ein Gespräch mit Pierre Boulez, in: Neue Zeitschrift für Musik 1971, S. 62–68
- [Zum Tode von] Igor Strawinsky, in: Neue Zeitschrift für Musik 1971, S. 230
- Libanon – Mit der Seilbahn zum Konzertsaal, in: Neue Zeitschrift für Musik 1970, S. 73 (über die vier „Concerts speleophoniques“ von Karlheinz Stockhausen in den Grotten von Jeita/Beirut)
- Neue Bahnen?, in: Neue Zeitschrift für Musik 1973, S. 72
- Musica-viva-Aktivitäten an Rundfunkanstalten (1976), in: Teilton 3, Kassel 1980
- Neue Musik in Köln 1945–1971, in: F. X. Ohnesorg (Hg.), Die Befreiung der Musik – Eine Einführung in die Musik des 20. Jahrhunderts, Bergisch Gladbach: Lübbe 1994
- In Darmstadt nichts Neues? Legende und Wirklichkeit, in: Rudolf Stephan/Lothar Knessl/Otto Tomek [u. a.] (Hg.), Von Kranichstein zur Gegenwart 1946-1996, 50 Jahre Darmstädter Ferienkurse, S. 299–307, Darmstadt: Daco 1996
- „Das gibt’s nicht, das machen wir!“ – Rückblick eines Redakteurs (Gespräch mit Kornelia Bittmann), in: Musik der Zeit 1951–2001, S. 163–167